# Fernando Coutinho (9.º marechal de Portugal)
D. Fernando Coutinho (1565 — Pinhel, 20 de junho de 1636) foi um aristocrata que teve os ofícios de 9.º marechal de Portugal, alcaide-mor de Pinhel, comendador de Cinco Vilas, senhor da vila de Reigada e 6.º capitão do donatário da ilha Graciosa.

## Biografia
D. Fernando Coutinho foi filho do homónimo D. Fernando Coutinho, 8.º marechal de Portugal, e de sua esposa D. Leonor de Meneses, filha de Antonio Correia, alcaide-mor de Vila Franca de Xira. Foi o terceiro filho do casal, mas o único que atingiu a idade adulta. Tudo indica que foi um filho póstumo, nascido após o falecimento de seu pai.
Foi o 9.º marechal de Portugal, alcaide-mor de Pinhel, comendador de Cinco Vilas e senhor da vila de Reigada. Por morte do seu irmão Álvaro, ainda criança, sucedeu no ofício de marechal de Portugal e na capitania da Graciosa a seu pai D. Fernando, sendo nesta última confirmado por carta de 4 de setembro de 1593. Teria, aliás, sido neste período confuso que Leão de Espínola foi provido em ouvidor do capitão por carta de 25 de agosto de 1585, em vacatura do cargo de capitão.
As circunstâncias da sucessão na casa dos Coutinhos, no cargo de marechal e de capitão do donatário da Graciosa, por ter sucedido ao irmão morto menino, como dizem os nobiliários, tem levado a confusões na numeração dos capitães da Graciosa. Parece, porém, que não se conhecendo nenhum diploma régio que confirme ou nomeie D. Álvaro Coutinho como capitão, este D. Fernando deve ser considerado o 6.º capitão, aceitando-se, assim, a informação de frei Diogo das Chagas. A criança tera falecido antes de 1570, pois datam desse ano os primeiros privilégios concedidos pelo rei D. Sebastião a D.Fernando, que teria então cerca de 5 anos e já era o único filho sobrevivo de seu pai. 
Testemunhando este facto, por um alvará de lembrança, datado de Sintra a 12 de agosto de 1570, D. Sebastião deu-lhe em respeito aos serviços de seu pai e aos de seus ascendentes, prestados a ele e a seus antecessores, e aos que esperava receber dele D. Fernando, a alcaidaria-mor do castelo da vila de Pinhel, como a houvera o dito seu pai, com todas as rendas e direitos que lhe pertenciam para que, quando tivesse vinte anos de idade, lhe pudesse prestar homenagem, da dita fortaleza e alcaidaria-mór, de que então lhe seria passada carta. Numa carte de privilégio passada em 27 de outubro de 1571 é já tratado por marechal e fidalgo da casa del-Rei.
D. Fernando Coutinho casou com D. Isabel da Silveira ou de Mendoça, filha de Luis da Silveira e de D. Branca de Mendoça, casamento que viria a ser anulado por sentença eclesiástica. Não voltou a casar, mas teve vários filhos naturais, alguns dos quais viriam a exercer funções de relevo.
Era homem prestigiado e próximo das questões da cultura, o que é atestada por em 1605 lhe ter sido dedicada uma edição portuguesa das rimas de Lope de Vega impressa por Pedro Craesbeeck, ostentando na capa «a Dom Fernando Coutinho, Marichal de Portugal, Alcaide mór de Pinhel». A obra inclui dois textos dirigidos a D. Fernando Coutinho, um, em prosa, do editor Domingos Fernandez dirigido a «Dom Fernando Coutinho, Marichal de Portugal, Alcaide mór da mui excellente villa de Pinhel», e outro, em verso, decerto do autor.
D. Fernando Coutinho faleceu em 1636 sem geração legítima e a capitania da Graciosa reverteu para a Coroa, bem como a dignidade de marechal, terminando estes cargos na casa Coutinho.
Os cargos e ofícios que tivera foram dispersos: foi feita mercê da ilha da Graciosa a D. Francisco de Moura que estivera na Baía em 1624; foi concedido o ofício de marechal de Portugal, por carta de Filipe III de Portugal, feita em Madrid em 2 de setembro de 1639, a D. Fernando de Mascarenhas, depois 1.º conde de Serém (1643), filho do vice-rei do Brasil D. Jorge de Mascarenhas, 1.º conde de Castelo Novo e 1.º marquês de Montalvão; a alcaidaria mor de Pinhel foi dada a Diogo Soares, secretário de Estado, mas em 15 de junho de 1654, considerando, manifestamente, inexistente a nomeação feita a este secretário de Estado pró-filipino, foi concedida honrosamente a alcaidaria a João Fernandes Vieira, tendo agora respeito ao particullar vallor com que obrou na restauração de Pernambuco.
No que concerne à capitania da Graciosa, como D. Francisco de Moura também faleceu sem sucessor legítimo, o cargo foi concedido a Luís Mendes de Elvas.